# コリン・マテル
- コリーヌ・マテル
- コリン・マッテル
- コリーヌ・マテッル

コリン・マテル（Coline Mattel、1995年11月3日 - ）はフランス、オート＝サヴォワ県サランシュ出身の元スキージャンプ選手。フランス語の発音ではコリーヌ・マテルが近い。

## プロフィール
2007年2月17日に11歳でスキージャンプ・コンチネンタルカップにデビュー、37位となった。同年のノルディックスキージュニア世界選手権では18位、2008年のジュニア世界選手権では31位だった。
2009年1月21日には自身初の一桁順位（8位）となり、ジュニア世界選手権で銅メダルを獲得、2009年ノルディックスキー世界選手権では5位入賞を果たした。
2009-2010シーズンはコンチネンタルカップではじめて表彰台に登り（2位、1月23日、ショーナッハ）、ジュニア世界選手権で銀メダルを獲得、コンチネンタルカップ総合14位となった。　
2010-2011シーズンは大幅に飛躍した。コンチネンタルカップでは6勝をあげてダニエラ・イラシュコに次ぐ総合2位、ジュニア世界選手権では金メダルを獲得し、2011年ノルディックスキー世界選手権でも銅メダルを獲得した。
2014年ソチオリンピックでは一本目2位となり、二本目は8位のジャンプだったがトータルでは3位で銅メダルを獲得した。
2018年3月に自身のフェイスブックで、現役引退を表明した。